# Evangeline French
Evangeline Frances French (née en 1869 et morte le 8 juillet 1960), surnommée Eva, était une missionnaire chrétienne protestante britannique en Chine. Elle a travaillé dans le cadre de la China Inland Mission (CIM).

## Biographie

### Jeunesse
Evangeline naît en Algérie, fille aînée d'un couple anglais, John Erington French et sa cousine germaine Frances Elizabeth French. Elle fait ses études dans une école secondaire à Genève, en Suisse. Elle postule pour devenir missionnaire pour la CIM à la surprise de sa famille. La société missionnaire la trouve d'abord trop peu conventionnelle dans son éducation et trop à la mode dans ses vêtements, mais finit par l'accepter. Elle est affectée à la mission du Shanxi.

### Missionnaire dans le Shanxi
Après sept ans, la révolte des Boxers de l'été 1900 la force à fuir la Chine. Lors de ce premier retour, elle fait la connaissance d'Alice Mildred Cable, qui a le projet de partir en mission. Elle retourne en Chine avec elle en 1902, à la mission de Huozhou, dans le Shanxi. Elle est rejointe par sa sœur cadette Francesca French en 1908, après la mort de leur mère. 
Cable et les sœurs French voyagent fréquemment dans les environs et sont connues comme le "trio". Après vingt ans à Huozhou, elles estiment que la mission devait être transférée à des cadres chinois et postulent toutes trois pour travailler dans l'ouest de la Chine, à majorité musulmane et à l'époque peu connu des Occidentaux. Bien qu'il y ait eu des réserves quant à l'affectation de femmes à cette région, leur proposition est finalement acceptée en 1923.

### Voyages en Asie centrale
Pendant les treize années suivantes, selon les mots de Mildred Cable : « D'Etzingol à Turpan, de Jiuquan à Chuguchak, nous (...) avons passé de longues années à suivre des routes commerciales, à retracer de vagues pistes de caravanes, à rechercher d'innombrables chemins de traverse et explorer les oasis les plus reculées. (...) Cinq fois nous avons traversé le désert dans toute sa longueur, et dans ce processus nous étions devenues une partie de sa vie".

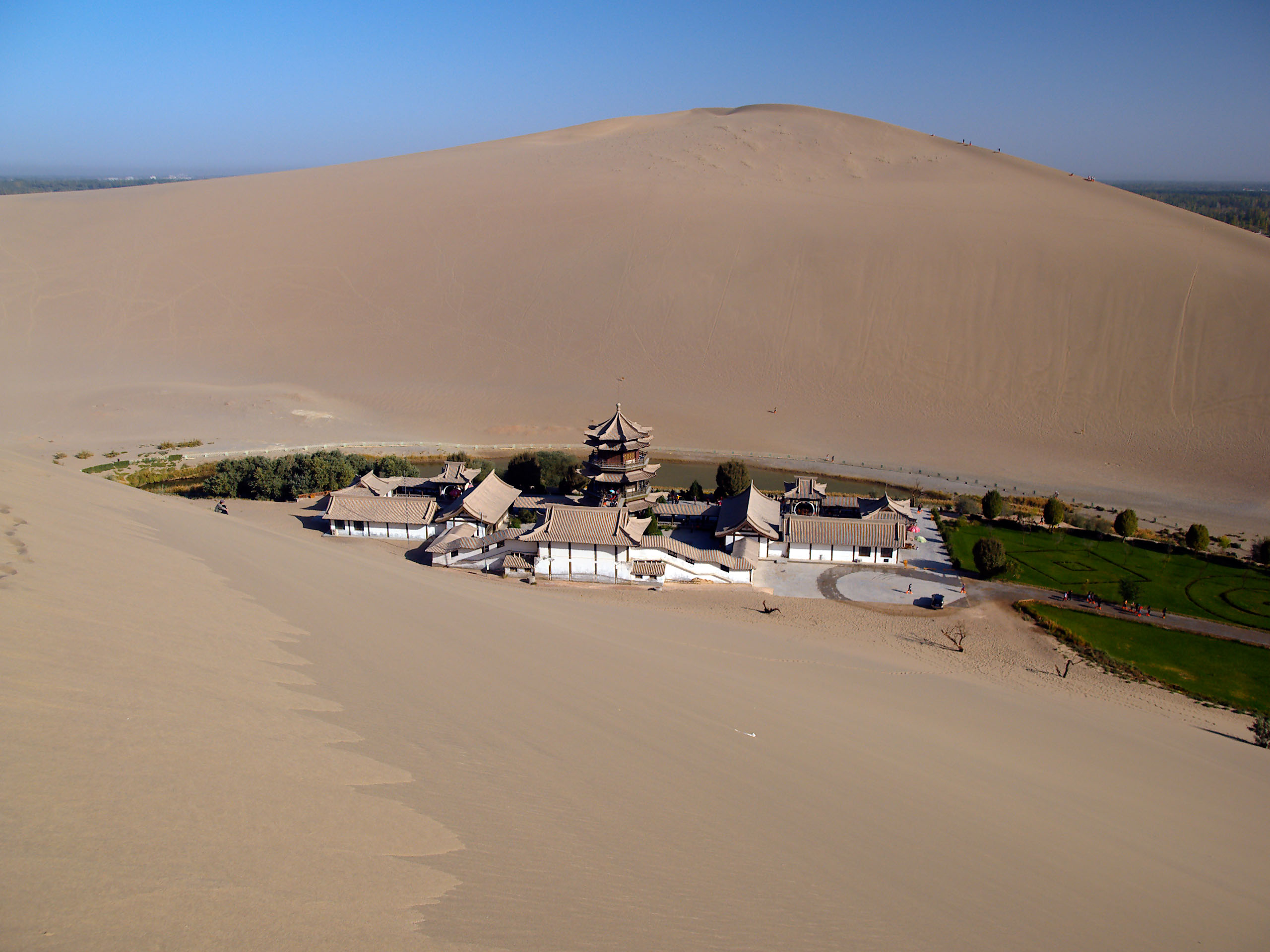
Yueyaquan, l'une des oasis visitées par le trio.

En juin 1923, toutes trois partent pour l'Asie centrale depuis Huozhou. Elles parcourent près de 2 500 kilomètres au cours des huit mois suivants, évangélisant sur leur chemin, jusqu'à atteindre Zhangye (alors appelé Kanchow), la dernière ville à l'intérieur de la Grande Muraille. Un évangéliste chinois y travaillait déjà et, à sa demande, elles mettent en place une école biblique pendant l'hiver. Quand l'été arrive, elles reprennent la route, suivant le corridor du Hexi vers l'ouest, cette fois avec quelques-uns des chrétiens chinois qu'elles avaient formés. Elles louent des maisons pour y résider et un bâtiment pour une église à Jiuquan, qui leur sert par la suite de base. De Jiuquan, elles voyagent beaucoup, vendant et donnant des bibles et des ouvrages chrétiens, allant jusqu'aux villages tibétains de la province de Qinghai, aux campements mongols et aux villes musulmanes de la province du Xinjiang. Elles étudient la langue ouïghoure pour communiquer avec les femmes musulmanes, la priorité de leurs efforts missionnaires, bien qu'il semble qu'elles aient fait très peu de convertis parmi les musulmans. Leur mode de déplacement en Asie centrale diffère des expéditions contemporaines d'explorateurs comme Aurel Stein et Sven Hedin, qui voyageaient dans de grandes caravanes avec des gardes armés. 
Evangeline French est critiquée pour avoir donné la communion à leur congrégation chinoise la veille de Noël 1924, la communion étant considérée à cette époque dans leur dénomination comme une prérogative masculine. Mildred Cable préside à son tour l'eucharistie à Pâques l'année suivante. 
Pour rentrer en congé en Angleterre, elles passent par la Sibérie russe. Après leur retour, elles entreprennent un voyage d'un an dans le Xinjiang (alors connu sous le nom de Turkestan chinois), et sont arrêtées en route par un chef doungane, Ma Zhongying, qui leur demande de le soigner. En 1932, elles font leur premier voyage dans le Gobi. Le trio quitte la Chine définitivement en 1936 ; en août 1938, un chef de guerre local ordonne à tous les étrangers de quitter le Gansu et le Xinjiang. Le trio prend sa retraite dans le Dorset. Mildred Cable et Francesca French sont à l'époque des autrices et conférencières bien connues, Evangeline s'est davantage impliquée dans le travail d'évangélisation auprès des femmes. Evangeline décède à Shaftesbury (Dorset, Angleterre) le 8 juillet 1960.